# Сказання про матір
«Сказання про матір» — радянський художній фільм режисера Олександра Карпова, який вийшов на екрани в 1963 році. Вважається однією з найкращих робіт казахстанського кінематографа.

## Сюжет
Фільм оповідає історію матері, яка втратила сина на війні. Дії розгортаються під час Другої світової війни. Мати безграмотна, не вміє ні читати, ні писати, але оскільки єдиною можливістю бути в курсі подій є очікування і читання листів з фронту, вона сама вивчає грамоту і стає листоношею. Не раз їй доводиться приносити в інші родини трагічні звістки, і вона бере на себе ношу співчуття матерям, розуміючи їх горе і намагаючись його полегшити.

## У ролях
- Аміна Умурзакова — мати
- Канабек Байсеїтов — епізод
- І. Шалабаєва — епізод
- Керім Єсімбеков — епізод
- Раїмбек Сейтметов — епізод
- Бикен Римова — колгоспниця
- Мухтар Бахтигереєв — Асан
- Жанал Бектасова — епізод
- Юрій Волков — епізод
- Закіше Іскакова — епізод
- Серке Кожамкулов — конюх
- Алібек Іщанов — епізод
- Артур Нищонкин — епізод
- Шамши Тюменбаєв — епізод

## Знімальна група
- Режисер — Олександр Карпов
- Сценаристи — Олександр Сацький, Жумабай Ташенов
- Оператор — Асхат Ашрапов
- Художник — Юрій Вайншток